# Plakolana mandorah
Plakolana mandorah är en kräftdjursart som beskrevs av Keable 1997. Plakolana mandorah ingår i släktet Plakolana och familjen Cirolanidae. Inga underarter finns listade i Catalogue of Life.